# Средства массовой информации Азербайджана
СМИ Азербайджана относятся к средствам массовой информации, которые базируются на территории Азербайджанской Республики. Вещанием телевидения, изданием журналов и газет занимаются как государственные, так и частные корпорации.

## История азербайджанских СМИ и прессы
История азербайджанских СМИ и прессы прошла несколько этапов: пресса, публиковавшаяся в период царского правления России (с 1832 года по 1917 год); пресса в период Азербайджанской Демократической Республики (1918—1920 годы); пресса в период Советского Союза (с 1920 года по 1991 год); эмиграционная пресса и пресса с момента обретения независимости по настоящее время.

### Период Российской Империи
В конце 19 века вместе с экономическими и политическими отношениями между государствами интенсифицировались и культурные отношения. Поскольку Азербайджан находился в составе Российской империи, интеллигенция страны находилась под влиянием обстоятельств, происходивших в то время в России, Иране и некоторых европейских странах. Появлялись предложения создать местную национальную газету для отражения происходящего в стране. Однако, это было непростой задачей, так как в Российской империи действовала цензура.
История первых средств массовой информации Азербайджана восходит к 1875 году, когда азербайджанский просветитель и публицист Гасан бек Зардаби впервые опубликовал газету «Экинчи» («Культиватор», «Фермер»). Это было первое в мире СМИ на азербайджанском языке.
Гасан бек Зардаби и его сотрудники-просветители выбрали иной путь решения: они использовали простой язык, свойственный рабочему классу, и, в основном, сатиру чтобы избежать цензуры.

Основателем печати в Азербайджане явился Гасан бек Зардаби. После длительной борьбы в условиях царской колониальной системы он добился разрешения на издание газеты «Экинчи» на родном языке. Выход этой газеты получил широкий резонанс на всем Кавказе. На первых порах редакция газеты состояла всего из одного человека. Зардаби был одновременно издателем, редактором, корректором и наборщиком. С целью пробуждения интереса широких народных масс он вынужден был распространять её бесплатно. 

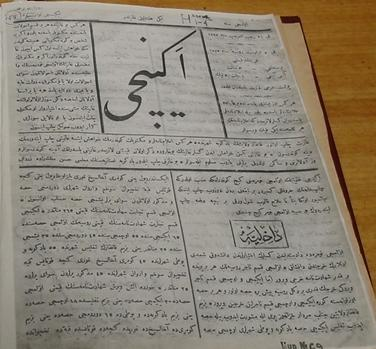
«Экинчи»

Издавая газету, Гасан Бек прежде всего пытался добиться основной цели — пропагандировать идеи просвещения народа. Публикуя на страницах газеты статьи, посвящённые жизни села, сельскому хозяйству, культуре земледелия, оросительным работам, он пытался помочь крестьянам преодолеть отставание в области сельского хозяйства. Главным принципом газеты являлось создание национального единства.
Главной целью газеты было отражение текущих реалий, происходящих в Азербайджане. В одном из выпусков газеты Гасан-бек сказал, что «пресса в регионе должна быть как отражение зеркала». В течение двух лет (с 22 июля 1875 года по 29 сентября 1877 года) было выпущено 56 номеров  газеты. Газета публиковалась дважды в месяц тиражом от 300 до 400 экземпляров.
В связи с началом русско-турецкой войны (1877—1878) положение газеты сильно осложнилось. Царская цензура запретила на страницах газеты касаться вопросов политического характера. В 1877 году был издан указ о ликвидации газеты. Под нажимом царского правления публикация новых выпусков «Экинчи» была прекращена.
С началом издания газеты «Искра» в декабре 1900 года в Азербайджане был создан новый тип прессы. Это была первая газета, которая пропагандировала «большевистские» идеи в Азербайджане. В октябре 1904 года группой социал-демократов, включая Мамеда Эмина Расулзаде, Мешади Азизбекова, Наримана Нариманова, Султана Маджида Эфендиева, Прокофи Джапаридзе на азербайджанском языке тайно начала издаваться первая газета в социал-демократической прессе — «Гуммет».

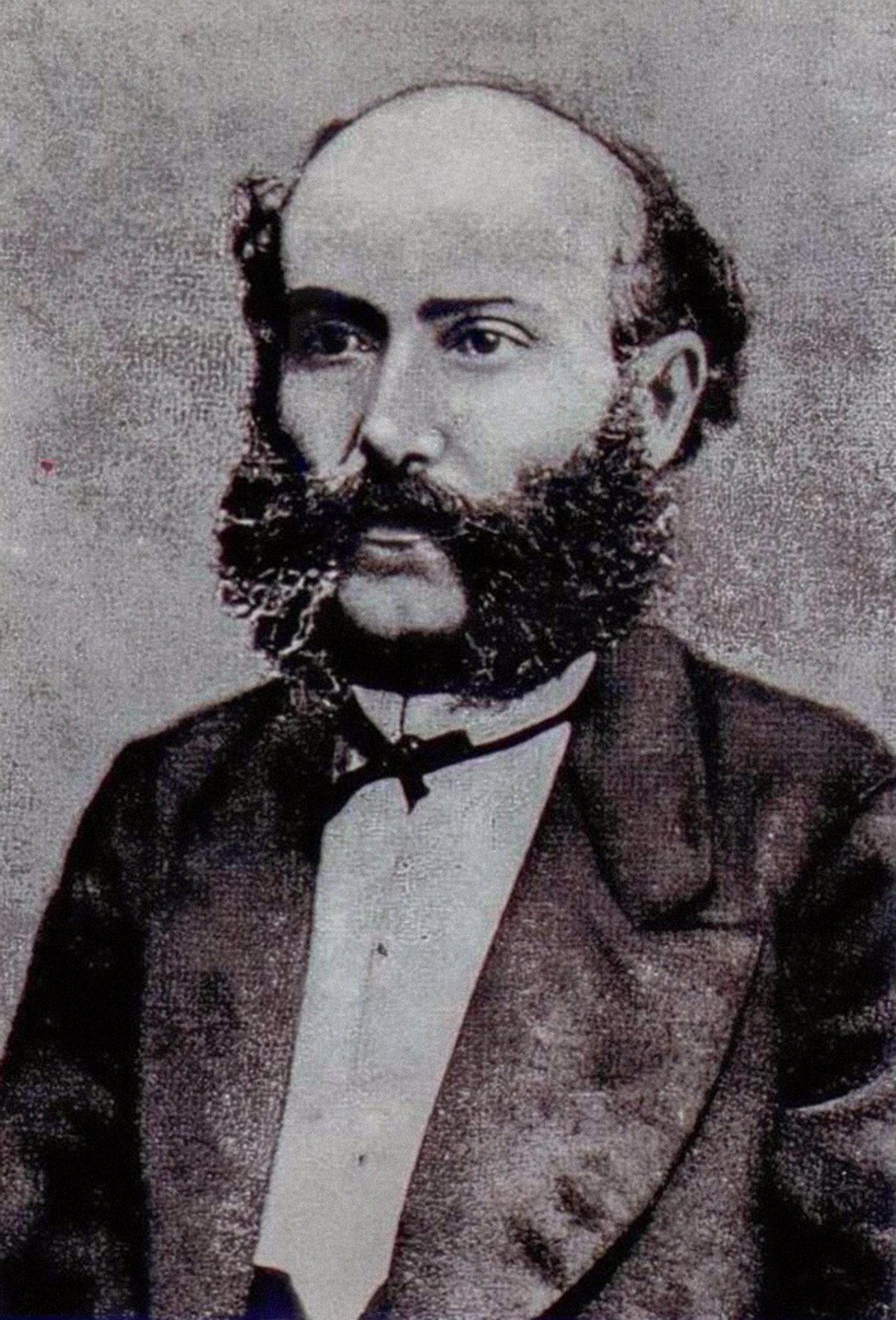
Гасан бек Зардаби

На страницах печати воспитывалось и формировалось поколение общественных деятелей, талантливых азербайджанских публицистов.

#### Газеты «Зия», «Кешкюль»
В январе 1879 года в Тифлисе на тюркском языке начала издаваться газета «Зия». С 1880 года газета выходила под названием «Зияйи-Кавказие». После выхода 104-х номеров газеты в 1884 году она была закрыта.

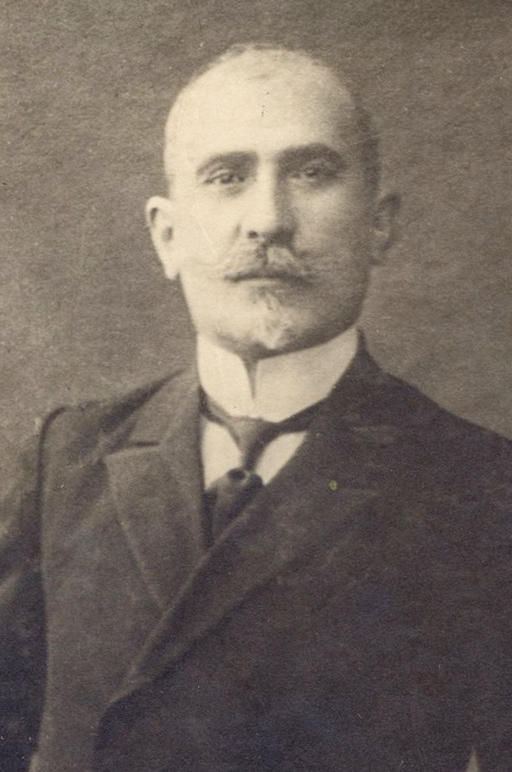
Фиридун-бек Кочарлинский

В 1883 году в Тифлисе увидела свет газета «Кешкюль». Издатель этой газеты Джалал Унсизаде был хорошо знаком с европейской культурой. О своих надеждах на помощь и поддержку прогрессивных деятелей азербайджанской интеллигенции газета писала: «Начинающаяся жизнь газета нуждается в новой помощи и наставлениях. Надеемся, что вместе с нами доброжелатели и просветители нации помогут изданию этого листа, созданного во имя служения нашей нации». «Кешкюль» была близка к идеям «Экинчи». На страницах газеты печатались публицистические статьи, материалы по вопросам языка, литературы, искусства, просвещения, рекомендации по общественно-политическим вопросам, отрывки из оригинальных произведений, переводы образцов восточной и европейской литературы. С газетой сотрудничали С. А. Ширвани, Ф. Кочарлинский, М. Шахтахтинский, С. Велибеков.

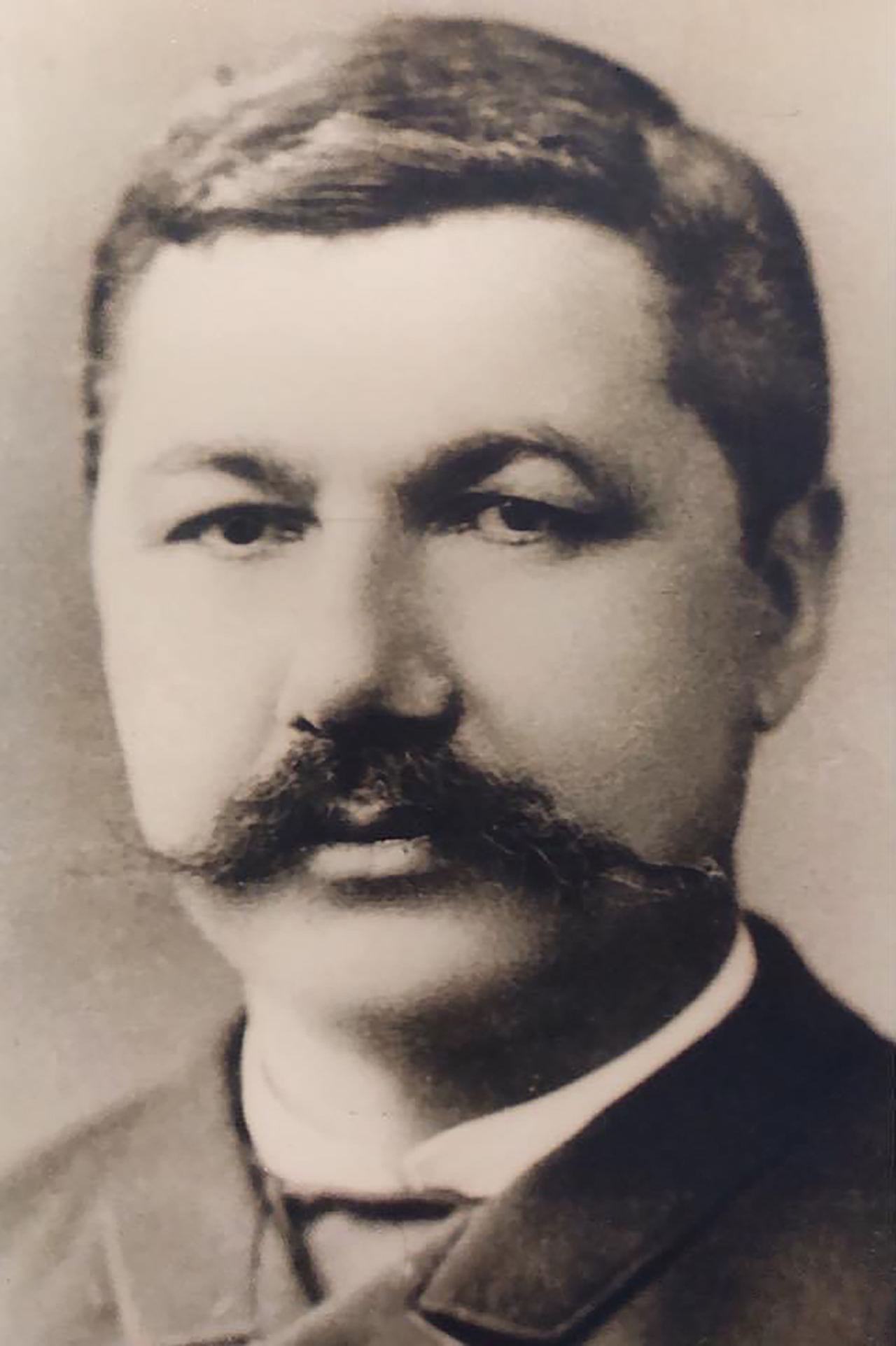
Мухаммед-ага Шахтахтинский

С 1871 года начала издаваться газета «Бакинский листок», ставшая первой в Азербайджане газетой на русском языке. С целью публикации официальных нормативных правовых актов, решений правительства с 1894 года издавались «Бакинские Губернские ведомости».
C 1876 года стали издавались «Бакинские известия». Произошло открытие газет: в 1881 году — «Каспий», в 1902 году — «Баку», в 1903 году — «Шарги-Рус» («Русский Восток»), в 1905 году — «Хайят» («Жизнь») и «Иршад» («Путеводитель»), в 1906 году — «Текеммюль» («Эволюция»), «Рахбар» («Руководитель»), «Дебистан» («Школа»), журналы «Молла Насреддин» и «Фиюзат» («Благо»). В связи с ростом количества газет, издаваемых на родном языке в Баку, Шемахы, Гяндже и других городах были созданы первые типографии, литографии. Если в 1889 году в Баку действовало пять типографий и одна литография, то к 1900 году количество типографий достигло 16.

#### 1915 — 1917
С 28 апреля 1915 года начала издаваться ежедневая газета «Yeni iqbal» («Новая судьба»). С 15 октября 1915 года начала издаваться «Açıq söz» («Открытое слово»). Главным редактором обеих газет являлся Мамед Эмин Расулзаде. 31 июля 1917 года «Yeni iqbal» объединилась с «Açıq söz» по причине общности политических и иных взглядов.
В 1917 году возобновили деятельность газеты, издававшиеся политическими партиями. В связи с возобновлением деятельности, партия Гуммет возобновила издание газеты «Гуммет».

### Период АДР
Второй этап в развитии национальной прессы начался в период Азербайджанской Демократической Республики. В течение этого периода правительство издало законы о модернизации прессы и печатных СМИ. Согласно закону от 30 октября 1919 года создание прессы, литографии и других подобных фондов, публикация и продажа пресс-материалов стали общедоступными. 9 ноября 1918 года новым правительством издан указ об отмене правительственного контроля над средствами массовой информации. За это время было опубликовано около 100 газет и журналов на азербайджанском, русском, грузинском, еврейском, польском и персидском языках. Основными изданиями того времени являюлись «Molla Nəsrəddin» («Молла Насреддин»), «İstiqlal» («Независимость»), «Azərbaycan», «Açıq söz» («Открытое слово»), «İqbal» («Судьба»), «Dirilik» («Жизнь»), «Təkamül» («Эволюция»), «Mədəniyyət»  («Культура»), «Qurtuluş» («Освобождение»). Учреждено информационное агентство АЗЕРТАДЖ (азерб. AZƏRTAG).
Свобода слова, прессы и совести находились на достаточно высоком уровне.
Официальным печатным органом правительства являлась газета «Азербайджан».

### Период Азербайджанской ССР
После учреждения Азербайджанской советской республики, декретом №40 АзРевКома от 9 июня 1920 года учреждено издательство «Азцентропечать». Распространение любой литературы и печати на территории Республики, периодической и непериодической, передано в ведение Азцентропечати. Азцентропечать находилась в подчинении Народного комиссариата просвещения Азербайджанской ССР.
Печатным изданием органов государственной власти являлась газета «Коммунист».
Издавалась газета «Бакинский рабочий». С 1 марта 1928 года издавалась газета «Вышка».
С 1921 года в Нахичевани издавалась газета «Шарг гапысы».
На 1941 год в Баку издавались газеты «Бакинский рабочий», «Коммунист» (на азербайджанском языке), «Коммунист» (на армянском языке), «Молодой рабочий», «Гяндж Ишчи», «Вышка», «Учительская газета», «Литературная газета», «Большевик Каспия», «Физкультурник Азербайджана», «Пионер Азербайджана», «Известия советов депутатов трудящихся», «Правда», «Нефть», «Курортная газета».
Также на 1941 год в Баку издавались журналы «Совет Гурулушу» («Советское строительство»), «Революция и культура», «Партия ишчиси» («Партийный работник»), «Литературный Азербайджан», «Fəhlə Kəndli müxbiri» («Сельский рабочий корреспондент»), «Пионер» «Азербайджан гадыны», «Азербайджанское нефтяное хозяйство».

### Современный период

#### Конфликт вокруг Sputnik Азербайджан
24 февраля 2025 года представительство «Россия сегодня» («Sputnik») в Азербайджане было ликвидировано. Агентству предоставлено право аккредитации только одного корреспондента в Азербайджане. Официального запрета на продолжение работы агентство не получило, и продолжило деятельность.
30 июня 2025 года в офисе агентства «Sputnik Азербайджан» в Баку проведены обыски. Были задержаны 7 сотрудников редакции, в том числе главный редактор Игорь Картавых, шеф-редактор Евгений Белоусов, редактора видеоагентства «Ruptly» Айтекин Гусейнова.
В квартире Игоря Картавых был проведён обыск. Была изъята компьютерная техника.
Игорь Картавых и Евгений Белоусов были арестованы Хатаинским районным судом г. Баку сроком на 4 месяца. Им было предъявлено обвинение в незаконных финансовых операциях. Возбуждено уголовное дело по статьям «мошенничество», «незаконное предпринимательство», «легализация имущества, приобретенного преступным путем».
3 июля 2025 года пять журналистов, в том числе директор агентства Игорь Картавых и шеф-редактор Евгений Белоусов, были освобождены под подписку о невыезде. Часть сотрудников являются гражданами Азербайджана.

## Правовое положение
Юридическая основа свободы слова и доступа к информации включает в себя Конституцию Азербайджана, Закон о средствах массовой информации и Закон о праве на получение информации.
Нормы доступа к информации (как и другие) были изменены после 2012 года. Поправки позволяют некоммерческим компаниям удерживать информацию об их регистрации, собственности и структуре, что ограничивает идентификацию активов политиков и общественных деятелей для неприкосновенности частной жизни
В Азербайджане диффамация является уголовным преступлением и может быть наказуема крупными штрафами и лишением свободы на срок до трех лет. 
«Распространение информации, которая наносит ущерб чести и достоинству президента», является уголовным преступлением (согласно статье 106 Конституции и статье 323 Уголовного кодекса), наказуемая лишением свободы на срок до двух лет (срок может возрасти до пяти, если насчитываются другие уголовные обвинения). 
С 2013 года законы о диффамации распространены на онлайн СМИ.
20 декабря 2021 года принят закон «О медиа», который определяет организационные, правовые и экономические основы деятельности в сфере медиа, а также общие правила получения, подготовки, передачи, производства и распространения массовой информации.
С января 2021 года действует Агентство развития медиа Азербайджана.
С октября 2022 года введён реестр медиа. В реестр включаются:
- субъекты аудиовизуального медиа
- печатные СМИ
- онлайн СМИ
- информационные агентства
- журналисты

1 августа 2025 года введён штраф на сумму до 5 000 манат для печатных медиа, действующих без регистрации в реестре медиа.

## Печатные СМИ
Печатные и вещательные СМИ в Азербайджане в основном принадлежат государству или субсидируются правительством. В Азербайджане функционирует 9 национальных телеканалов, более 12 региональных телеканалов, 25 радиоканалов, более 30 ежедневных газет.
В Азербайджане официально зарегистрировано 3 500 изданий. Подавляющее большинство из них опубликованы на азербайджанском языке. 130 публикуются на русском (70), английском (50) и других языках (турецком, французском, немецком, арабском, персидском и так далее).
Зарегистрированных ежедневных газет более 30. Наиболее читаемыми из них являются «Ени Мусават», «Азадлыг». В мае 2014 года газета "Зеркало" перестала выходить в печатной форме из-за финансовых проблем.

### Журналы
Издавалась азербайджанская версия журнала «OK!». C 2011 по 2015 год главным редактором журнала была Захра Бадалбейли.

Издаются журналы «IRS» («Наследие»), Nargis.
С 31 января 2004 года издаётся спортивный журнал «Sportsman».

### Газеты
Выходящие 5 раз в неделю:
- 525 газета

- Восток

- Голос

- Новости Баку

- Новый Мусават

- Новый Азербайджан
На июль 2010 года в Азербайджане на азербайджанском и русском языке издавались газеты «Ayna» (Зеркало»), «Azad Azərbaycan», «Azadlıq», «Азербайджан», «Азербайджанские известия», «Бакинский рабочий», «Bakı Xəbər», «525-я газета», «Bizim Yol», «Эхо», «Ekspress», «Ədalət», «Həftə içi», «Xalq Cəbhəsi», «Xalq», «İki sahil», «Каспий», «Mərkəz», «Mövqe», «Новое время», «Olaylar», «Palitra», «Paritet», «Paralel», «Respublika», «Səs», «Şərq», «Шарг гапысы», «Üç nöqtə», «Yeni Azərbaycan», «Yeni Müsavat».
На июль 2010 года в Азербайджане действовали информационные агентства «ASSA-İRADƏ», «Azadinform», «АЗЕРТАДЖ», «Азери-Пресс», «Olaylar», «Səs», «Тренд», «Туран». С 2014 года действует информационное агентство «Report».

## Радио
24 декабря 2015 года было запущено ASAN Radio.
На 2014 год в Азербайджане действуют 9 станций АМ, 17 станций FM, одна коротковолновая станция. Поставщиком первичной сети является Министерство связи и информационных технологий Азербайджана.
- Radio Lider Архивная копия от 17 сентября 2008 на Wayback Machine — радиостанция Lider
- 106-3fm Архивная копия от 11 октября 2021 на Wayback Machine - радиостанция 106-3 FM
- Araz FM Архивная копия от 21 января 2022 на Wayback Machine - радиостанция Araz FM
- Xezer FM Архивная копия от 11 октября 2021 на Wayback Machine - радиостанция Xezer FM
- Asan Radio Архивная копия от 30 ноября 2021 на Wayback Machine - радиостанция Asan Radio
- Radio TMB Архивная копия от 30 марта 2022 на Wayback Machine - радиостанция TMB
- Радио AzTV Архивная копия от 2 марта 2022 на Wayback Machine - Азербайджанская государственная радиостанция

## Телевидение
В Азербайджане насчитывается в общей сложности 47 телевизионных каналов, из которых 4 являются общественными телеканалами, 43 являются частными телевизионными каналами, из них 12 - национальные телеканалы и 31 региональных телевизионных каналов. По данным Министерства связи и информационных технологий Азербайджана на 2014 год, уровень проникновения телевидения по стране составляет 99%. Уровень проникновения кабельного телевидения в 2013 году в Азербайджане, по данным Госкомстата Азербайджанской Республики, составил 28,1% домохозяйств. Почти 39% абонентской базы кабельного телевидения сосредоточено в крупных городах. В г. Баку уровень проникновения составляет 59,1%.
- AZ TV — центральное телевидение Азербайджана
- телекомпания ANS TV
- Space Архивная копия от 23 сентября 2020 на Wayback Machine — телекомпания Space
- Azad Azerbaijan — страница телекомпании ATV.(Независимое Азербайджанское телевидение)
- Lider TV Архивная копия от 6 октября 2017 на Wayback Machine — телерадиокомпания Lider
- İctimai TV Архивная копия от 11 октября 2021 на Wayback Machine — телерадиокомпания İCTİMAİ

## Электронные СМИ
В 2014 году 61% населения Азербайджана имело доступ к интернету. Однако, пользование интернетом, в основном, сосредоточено в Баку и других городах.
В Азербайджане существуют несколько новостных интернет-порталов. В том числе:
- Информационное Агентство Тренд
- Информационное Агентство Report
- Информационное Агентство АПА
- АЗЕРТАДЖ
- Day.az
- 1news
- Вести.Az
- Today.az
- Навигатор — справочно-поисковая система Азербайджана
- Zerkalo.az
- Media.az – новостной портал
- Icma.az – Новостной агрегатор

## Издательства Азербайджана
- «Azərbaycan»  - «Азербайджан»
- «Azərnəşr»  («Азернешр») - (АзПечать)  (существовало и при СССР)
- «Maarif» («Маариф») - (Просвещение) (существовало и при СССР)
- «Yazıçı» («Йазычи») - (Писатель) (существовало и при СССР)
- «Gənclik» («Гянджлик») - (Молодость) (существовало и при СССР)
- «Elm» («Элм») («Наука») - редакция Академии наук  (существовало и при СССР)
- «Nafta-Press» - «Нафта-Пресс»
- «İşıq» («Ишыг») - (Свет)
- «Azərbaycan Milli Ensiklopediyası» («Азербайджан Милли Энциклопедиясы») - (Национальная Азербайджанская Энциклопедия)
- «Təhsil» («Техсил») - (Образование)
- «Hərbi nəşriyyat» («Харби Нашрийят») - (Военное издательство)
- «Təbib» («Табиб») - (Медик)
- «Azərbaycan Tərcümə Mərkəzi» («Азербайджан Терджума Меркези») - (Азербайджанский Центр переводов)
- Xatirə Kitabı Azərbaycan Respublikası Nəşriyyatı («Хатира Китабы»)  - (Книга памяти)
- «Şərq-Qərb» («Шерг-Герб») - (Восток-Запад)
- TQDK nəşriyyatı - Издательство Госкомиссии приема студентов
- «Nurlan» - «Нурлан»
- XXI — Yeni Nəşrlər Evi - («XXI Йени Нешрлар Еви») - (Новый дом публикаций)
- QAPP-POLİQRAF Korporasiyası - Корпорация QAPP - Полиграф
- «Çaşıoğlu» («Чашыоглу»)
- «Ayna Mətbu Evi» («Айна») - Издательский дом «Зеркало»
- «Pedaqogika» nəşriyyatı - «Педагогика»
- «Yeni Nəsil» («Йени Несил») - «Новое поколение»
- «Səda» («Седа») - «Голос»
- «Mütərcim» NP Mərkəzi («Мютарджим») - «Переводчик»
- “Kitab aləmi” — «Китал Алями»
- «Nasir» — «Насир»
- «INDIGO». Print House — «Индиго»
- «Şuşa» — «Шуша»
- «Şirvannəşr» — «Ширваннашр»
- «Borçalı» — «Борчалы»
- «Yurd» NP Birliyi — «Юрд»
- ”OKA Ofset” — «ОКА Офсет»
- «Qanun» — «Ганун» (Закон)
- «Hüquq Ədəbiyyatı» — «Хугуг адабийяты» (Юридическая литература)
- «MINIMAX MEDIA HOLDING»
- «BiznesMENin BüLLeteni» — «Бюллетень Бизнесмена»
- «Araz» — «Араз»
- «Əbilov, Zeynalov və oğulları» — «Абилов, Зейналов ве огуллары»
- «Adiloğlu» — «Адилоглу»
- «Oskar» — «Оскар»
- «Min bir mahnı» — «Мин бир махны» (1001 песня)
- «Nurlar» — «Нурлар»
- «İsmayıl» — «Исмаил»
- «ULU» — «УЛУ»
- «Qismət» — «Гисмет»
- «Nağıl evi» — «Нагыл еви»
- «Kompass-Azərbaycan» — «Компасс-Азербайджан»
- «Elm və həyat» — «Элм ве Хайят» (Наука и жизнь)
- «Ozan» — «Озан»
- «Tural» — «Турал»
- «OrXan» — «Орхан»
- «Günəş» — «Гюнеш»
- «Qadın dünyası» — «Гадын дуньясы» (Мир женщин)
- «Nargis» — «Наргис»
- «Tutu» — «Туту» (детская литература)
- «Çinar-Çap» -«Чинар-Чап»
- «Bakı» — «Бакы»
- «HERON»
- «Ağrıdaq» — «Агрыдаг»
- I.M.PRESS
- «Çaman — İ» — «Чаман-И»
- «Parni iz Baku» — «Парни из Баку»
- «Çıraq» — «Чираг»
- «Atilla» — «Атилла»
- Azərbaycan-Amerika Mədəniyyət Mərkəzinin nəşriyyatı — Издательство азербайджано-американского культурного Центра
- «Şəms» — «Шамс»
- «Sabah» — «Сабах»
- «Boz Oğuz» — «Боз Огуз»
- «İrşad» İslam Araşdırmaları Mərkəzi — «Иршад» (по вопросам ислама)
- «Avropa» — «Авропа»
- «Bilik» — «Билик»
- «Ay-Ulduz» — «Ай-Улдуз»
- «Kür» — «Кюр»
- «Qorqud» — «Горгуд»
- VEKTOR Beynəlxalq Elm Mərkəzi — Международный научный центр ВЕКТОР
- “Bəstəkar” — «Бастакар»
- “Qərənfil” — «Гаранфил»
- «Ergün» — «Эргюн»
- «Əkinçi» — «Экинчи»
- «Qartal» — «Гартал»
- «Agah» — «Агах»
- «Dirçəliş» — «Дирчалиш»
- «Odlar Yurdu» — «Одлар Юрду» — при одноименном университете
- «Diplomat» — «Дипломат»
- «Siyasət» — «Сиясат» (Политика)
- «Təfəkkür» — «Тафаккюр» — при одноименном университете
- «Ürnək» — «Урнек»
- «Səma» — «Сама»
- «Turan» — «Туран»
- «Oğuz evi» — «Огуз Эви»
- «Nicat» — «Ниджат»
- «7 gün» — «7 Гюн»
- «Ekologiya» — «Экология»
- «El-ALliance» — «Эль-АЛИансе»
- «GöyTürk» — «Гёйтюрк»
- «Əskəroğlu» — «Аскероглу»
- «Sumqayıt» — «Сумгайыт»
- «CBS Polyqrafic production»
- “Təknur” — «Текнур»
- “Əl Huda” — «Ал Худа»
- BDU nəşriyyat? — Издательство БГУ
- “Ərgünəş” — «Эргюнаш»
- “Altun Kitab” — «Алтун Китаб»
- Informasiya Texnologiyalar nəşriyyatı — Издательство «Информационные Технологии»
- “Zəkioğlu” — «Закиоглу»
- “Zərdabi” — «Зардаби»
- “Mars Print”
- «Xəzər Nəşriyyatı MMC» — «Хазар»[35]

## Органы регулирования СМИ
После ликвидации Министерства СМИ и информации, регулирование СМИ осуществляется двумя руководящими органами: Советом прессы Азербайджана и Аудиовизуальным советом. Совет прессы Азербайджана является органом саморегулирования печатных СМИ, в то время, как Аудиовизуальный совет является регулятором электронных СМИ и телевидения Азербайджана.
Агентство развития медиа способствует развитию медиа и повышению квалификации работников СМИ.